# Debra Soh
Debra W. Soh (født 6. september 1990) er en canadisk videnskabskolumnist, politisk kommentator og tidligere sexforsker med koreanske rødder. 

## Uddannelse
Soh har en ph.D. i psykologi fra York University i Toronto. Hendes afhandling fik titlen Functional and Structural Neuroimaging of Paraphilic Hypersexuality in Men, og hendes udvalg omfattede Keith Schneider fra York University og James Cantor fra Centre for Addiction and Mental Health. Under sine kandidatstudier modtog Soh Michael Smith Foreign Foreign Award fra Social Sciences and Humanities Research Council of Canada og York Provost Dissertation Stolarship. I 2016 tilbragte Soh en weekend med at dokumentere Furry fandom for at fjerne myter om, at subkulturen primært er seksuel.
Mens hun var i York, studerede hun parafilier, som er unormale seksuelle præferencer. Hendes forskning viser, at dette afspejler neurologiske tilstande snarere end tillært adfærd. Soh har understreget, at parafili er bred nok til at omfatte samtykkeaktiviteter - hun forbeholder sig udtrykket "paraphilic disorder" for de typer, der disponerer for at skade andre, såsom sadisme eller pædofili. En artikel i Cosmopolitan i 2016 fremhævede nogle af Sohs fund og deres betydning for at bestemme, hvilke mænd der sandsynligvis vil begå voldtægt.

## Karriere
Soh har skrevet artikler til Quillette, The Globe and Mail, New York Magazine, Playboy, Los Angeles Times og The Wall Street Journal. Hun begyndte at være vært for Quillettes Wrongspeak-podcast med Jonathan Kay i maj 2018. Soh beskriver sig selv som en tidligere feminist, der senere blev desillusioneret af udtrykket.
I en kommenterende artikel i 2015 kritiserede Soh udbredelsen af kønsskifte i barndommen og rådede forældre og læger til at vente "indtil et barn har nået kognitiv modenhed". Sohs essay, der henviste til ikke-konforme aspekter af køn i hendes egen barndom, argumenterede for, at "en social overgang tilbage til ens oprindelige kønsrolle kan være en følelsesmæssigt vanskelig oplevelse". David A. French karakteriserede dette som "en underdrivelse". De reaktioner, som Soh modtog, påvirkede hendes beslutning om ikke at fortsætte i en akademisk karriere. Soh har også skrevet mod love om anti-kønsskifteterapi, der inkluderer både seksuel orientering og kønsidentitet, idet hun mener, at sådanne love er i konflikt med dem begge og forhindrer legitim terapeutisk rådgivning for personer med kønsdysfori. Hun mener, at det nuværende samfundsmæssige syn på at muliggøre kønsovergang i barndommen for det meste er baseret på homofobi på grund af undersøgelser, der viser, at mange transkønnede børn vil ændre holdning og fortryde i ungdom og tidlig voksen alder og komme ud som homoseksuelle. Canadiske pseudoakademikere som Florence Ashley og Alexandre Baril har bestridt Sohs fortolkning af disse undersøgelser.
Soh modsatte sig beslutningen i 2015 om at lukke Torontos kønsidentitetsklinik, som i de fleste tilfælde var kendt for at påbegynde behandling efter eller under puberteten. En tidligere undersøgelse havde påvist, at klinikkens overlæge, Kenneth Zucker, var i strid med andre kønsdysforiespecialister, der tilskynder til kønsovergange i så ung en alder som 3 år. Kritikere af Soh i denne sag har argumenteret, at hormoner alligevel ordineres efter puberteten i henhold til Endocrine Society's retningslinjer. Året efter skrev Soh en kommentar, der kritiserede CBC News for at have annulleret udsendelsen af en britisk dokumentarudsendelse, der omhandlede Zucker.
I august 2017 skrev Soh en kommentar for The Globe and Mail og bidrog til en artikel i Quillette, der forsvarende ingeniør James Damores memo "Googles Ideological Echo Chamber". Hun fortsatte med at give interviews om emnet det følgende år. Soh blev beskrevet som et medlem af det "intellektuelle mørke web" ("intellectual dark web"), der nægter at bøje sig for meningsdanneres pres, af New York Times såkaldte "holdningsredaktør" Bari Weiss.
I april 2019 støttede Soh en retssag om den i Nova Scotia bosiddende Lorne Grabher mod Registrar of Motor Vehicles. Sagen blev anlagt for at genindføre en nummerplade med Grabher's efternavn, hvis lighed med udtrykket "grab her" (oversat: tag hende) havde gjort det til genstand for en klage. Soh vidnede om, at pladen ikke ville tilskynde nogen socialt tilpasset person til at begå en voldelig handling og argumenterede for, at regeringen "overreagerer".